# Сенді (фантомний острів)
Сенді (фр. Île de Sable піщаний, Сенді англ. Sandy Island — піщаний)  — фантомний острів у Тихому океані, який імовірно розташовувався між Австралією і Новою Каледонією.  Острів відзначений як частина суші в атласі "Times Atlas of the World|Times Atlas of the World" (вказаний як Sable Island).  Якби острів Сенді існував, то знаходився б у межах французьких територіальних вод Нової Каледонії.  

## Історія
У 1774 році капітан Джеймс Кук наніс на карту «Піщаний острів» (англ. Sandy Island), розташований приблизно в 19º пд.  ш.  та майже 164º ст.  д. — на 420 км на схід, ніж на пізніших картах (так, на картах, виданих у 1876 року і пізніше, його довгота становила 160º ст. д.).  А острів-привид, відкритий Куком, з'явився на карті, опублікованій в 1776 році, і зберігається в колекції історичних карт Давида Рамзі
.
На французьких картах 1826 і 1875 років "Île de Sable(s)" розташовувався там же, де і "Sandy Island" Дж. Кука.  
Острів був також позначений на Адміралтейські карти 1908 року, з приміткою, що цей острів був виявлений екіпажем китобійного судна «Велосіті» (англ. Velocity) в 1876
.  
Після повернення з тихоокеанського плавання, капітан цього корабля повідомив про дві незвичайні речі: сильні буруни і «піщані острівці» (англ. Sandy Islets).  І те, й інше увійшло до Австралійського морського каталогу (англ. Australian maritime directory) 1879 року.  Там було зазначено, що ці острівці розташовуються з півночі на південь «вздовж меридіана 159 57' в.  д.»  і «між 19º 7' пд.  ш.  та 19º 20' пд.  ш.».  Але це досить точно вказує на островострови Честерфілд, розташовані трохи на захід від "Плато Беллона".  В 19 столітті нанесення "островів привидів", було не рідкістю, так як картографи намагалися максимально убезпечити судноплавство. 

## «Закриття» острова
Радіоаматори, що організували в квітні 2000 р.експедицію в ті місця, повідомили, що острова Сенді (біля Австралії) насправді, не існує Вони також зазначили, що острів був позначений на одних картах, але був відсутній на інших — так, його не було в десятому виданні «Times Atlas of the World» |  }} (1999 р.).
У листопаді 2012 року експедиція вчених з Сіднейського університету з вивчення океанічного дна в районі Нової Каледонії не виявила острова за вказаними координатами Ця експедиція здійснювалася на науково-дослідному кораблі "RV Southern Surveyor".  Під час плавання екіпаж виявив розбіжності між різними картами даного району Тихого океану і вирішив вирушити до передбачуваного розташування острова, щоб з'ясувати правду.  Ніякого острова там виявлено не було, а виміряна глибина океану на місці цього острова-примари становила 1300 метрів і більше .  
Острів Сабль відображався на «Картах Google», аж до 26 листопада 2012 р., коли він був звідти вилучений.  У програмі «Google Планета Земля» у встановленому за умовчанням режимі перегляду територія острова зафарбована чорним, але за допомогою перегляду історії зображень можна побачити її знімок, зроблений супутником компанії «DigitalGlobe» 3 березня 2009р.